# Joseph Mar Severios Valakuzhy
Joseph Mar Severios Valakuzhy (* 7. April 1894 in Anikdu bei Mallappally; † 18. Januar 1955) war ein indischer Bischof der Syro-malankarischen katholischen Kirche.

## Leben
Er war der Sohn von Oomen und Akkama aus der Familie Valakuzhy und wurde in der Malankara Syrisch-Orthodoxen Kirche mit dem Namen Joseph getauft. Seine Schulbildung erhielt er in Mallappally. Nach ersten Studien in Trichinapoly ging er an die Universität von Serampoor, wo er Freundschaft mit Geevarghese Panicker schloss. Im Jahr 1916 erlangte er den akademischen Grad eines Bachelors in Philosophie. Er wirkte als Schulleiter und Missionar in Brahmavar, ab 1923 als Lehrer und Internatsleiter in Tiruvalla. Am 8. Januar 1929 empfing er in seiner Heimatpfarrei die Priesterweihe.
Am 25. Mai 1933 wurde Joseph Mar Severios Valakuzhy von Moran Mor Geevarghese Baselios in Tiruvalla zum Bischof von Niranan geweiht. Ungeachtet seiner Freundschaft mit dem syro-malankarischen katholischen Bischof Mar Ivanios war Mar Severios zunächst kein Befürworter der kirchlichen Union mit Rom. Dies änderte sich jedoch, als er, um der Unionsbewegung entgegenzutreten, Studien der Kirchengeschichte anstellte, die ihn davon überzeugten, sich ebenfalls der römisch-katholischen Kirche anzuschließen. So legte er am 29. November 1937 vor Erzbischof Mar Ivanios in Trivandrum das Bekenntnis zur römisch-katholischen Kirche ab. Am 20. November 1938 wurde er zum Administrator der Eparchie Tiruvalla ernannt. Als deren Bischof Mar Theophilos am 5. Mai 1950 auf den Bischofssitz verzichtete und zum Titularbischof von Amedara ernannt wurde, wurde Joseph Mar Severios Valakuzhy Bischof von Tiruvalla. Nach dem Tod von Erzbischof Mar Ivanios am 15. Juli 1953 war er der dienstälteste Bischof der Syro-malankarischen katholischen Kirche und erhielt 1954 vom Papst den persönlichen Titel eines Erzbischofs.